# Stadtbücherei Jülich
Die Stadtbücherei Jülich befindet sich im Kulturhaus am Hexenturm. Als Mittelpunktbibliothek hat sie die Aufgabe, den Stadtkern und alle zur Stadt Jülich gehörenden Gemeinden über den Grundbestand hinaus mit Informationsmitteln des gehobenen Bestandes zu versorgen. Eine weitere Hauptaufgabe der Stadtbücherei ist die Leseförderung.

## Bestand und Dienstleistungen
Rund 70.000 Besucher zählt die Stadtbücherei jährlich. Diese können auf einen Bestand von über 43.000 Medieneinheiten zugreifen. In der Erwachsenenbücherei werden neben 18.000 Sachbüchern, 7.000 Romanen, 60 laufenden Zeitschriften auch Sprachkurse, Audio-CDs, CD-ROMs, DVDs und Blu-rays angeboten. Arbeitsplätze ermöglichen die Benutzung vor Ort. Kindern und Jugendlichen stehen etwa 10.000 Bücher, CDs, CD-ROMs, DVDs, einige Blu-rays,  Wii-, Playstation3-Spiele und „Spiele ohne Strom“ zur Verfügung. Recherchemöglichkeiten sowohl im Bestandskatalog als auch in überregionalen Bibliothekskatalogen bieten OPAC- und Internetarbeitsplätze. 2007 wurden 110 Veranstaltungen von 3420 Teilnehmern besucht. Seit Dezember 2008 bietet die Stadtbücherei allen Laptopbesitzern einen kosten- und drahtlosen Internetzugang (Hot Spot) an.

## Personal
Das Stammpersonal umfasst 3,8 Stellen, die auf 7 Personen verteilt sind: davon 2,5 auf Bibliotheksassistenten und 1,3 auf Diplom-Bibliothekare. Alle Büchereiangestellten sind Teilzeitkräfte.

## Geschichte
Der Aufbau der Stadtbücherei in Jülich begann 1927. Das erste eigene Gebäude erhielt die Stadtbücherei im Juli 1939 neben der damaligen Jugendherberge. Der größte Teil der Bücher fiel dem Bombenangriff am 16. November 1944 zum Opfer. Bereits 1945 wurde die Bücherei mit 450 Bänden wieder eröffnet. Der Bestand wuchs schnell, und so war in den nachfolgenden Jahrzehnten das größte Problem die räumliche Unterbringung, die immer wieder neue Umzüge bedingte. Eine einschneidende Änderung in der Entwicklung der Stadtbücherei brachte 1971 die fachliche Leitung durch eine Diplom-Bibliothekarin. So stieg von 1971 bis 1975 die Medienausleihe von 53.921 auf 112.582.
Eine weitere Leistungssteigerung erzielte die Stadtbücherei nach 1979, als sie durch Erlass des Kultusministers NRW zur Mittelpunktbibliothek deklariert und in den diesbezüglichen Förderplan aufgenommen wurde. Mit dem Umzug in das Kulturhaus am Hexenturm 1992 erhielt die Stadtbücherei erstmals nach dem Zweiten Weltkrieg wieder eigene Räume. Mit 700 m² Publikumsfläche konnte die bis dahin permanente Raumenge gemildert werden und das geplante Konzept eines kulturellen Treffpunkts im Zentrum der Stadt in Angriff genommen werden.
1983 wurde der Förderverein Stadtbücherei Jülich e.V. gegründet, der seit dieser Zeit ideell, personell und finanziell die Belange der Stadtbücherei Jülich unterstützt.
Bereits 1996 war die Bücherei als eine der ersten deutschen Bibliotheken im Internet vertreten. Ende 2004 wurde dieses in die Website der Stadt Jülich integriert. Seit August 2013 hat die Stadtbücherei eine eigene Website mit integriertem Online-Katalog.